# 聖路易斯德爾帕爾馬

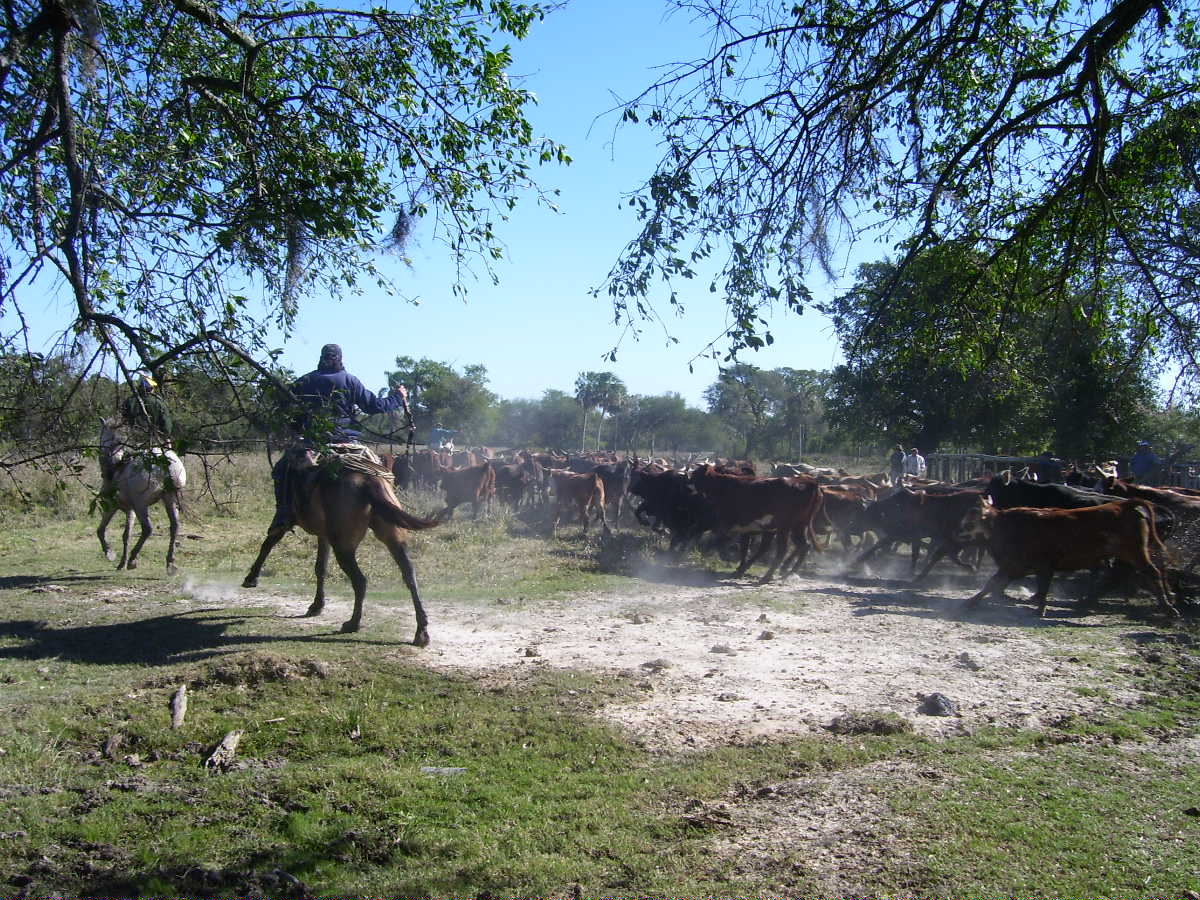
聖路易斯德爾帕爾馬

27°31′S 58°34′W / 27.517°S 58.567°W
聖路易斯德爾帕爾馬（西班牙語：San Luis del Palmar），是阿根廷的城鎮，位於該國北部科連特斯省，是聖路易斯德爾帕爾馬縣的首府，接連科連特斯和姆布魯庫亞之間的鐵路途經該鎮，海拔高度56米，2010年人口12,287。